# Вилијам Вернер
Вилијам Френклин Бил Вернер (енгл. William Franklyn Bill Verner; Округ Гранди (Илиноис), 24. јун 1883 — Пинкни, 1. јул 1966) био је амерички атлетичар, са почетка 20. века. Такмичио се у трчању, а највише успеха је имао у трци на 1.500 метара, мада је 1905. био првак САД на 10.000 метара.
Такмичио се у четири дисциплине на Летњим олимпијским играма 1904. одржаним у Сент Луису и освојио 2 сребрне медаље. У трци на 1.500 метара био је други (4:06,8) иза свог земљака Џима Лајтбодија. Другу сребрну медаљу освојио је у екипној трци на 4 миље. Ту медаљу МОК приписује Мешовитом тиму јер је у америчком тиму био један Француз.
Трке на 800 метара завршио је на шестом, а на 2.590 метара са препрекама на четвртом месту.